# Miiko Taka
Miiko Taka (高美以子 Taka Miiko?) (nacida como Miiko Shikata Seattle, Washington, 24 de julio de 1925-Las Vegas, Nevada, 4 de enero de 2023) fue una actriz japonesa-estadounidense, conocida principalmente por interpretar a Hana-ogi en Sayonara (1957), protagonizada por Marlon Brando.

## Primeros años
Taka nació en 1925 en Seattle, sin embargo, pasó su crianza en Los Ángeles, California, siendo parte de la generación Nisei; sus padres habían imigrado de Japón. En 1942, Taka fue internada juntó con su familia en el Centro de Reubicación de Guerra del río Gila en Arizona.

## 'Sayonara'

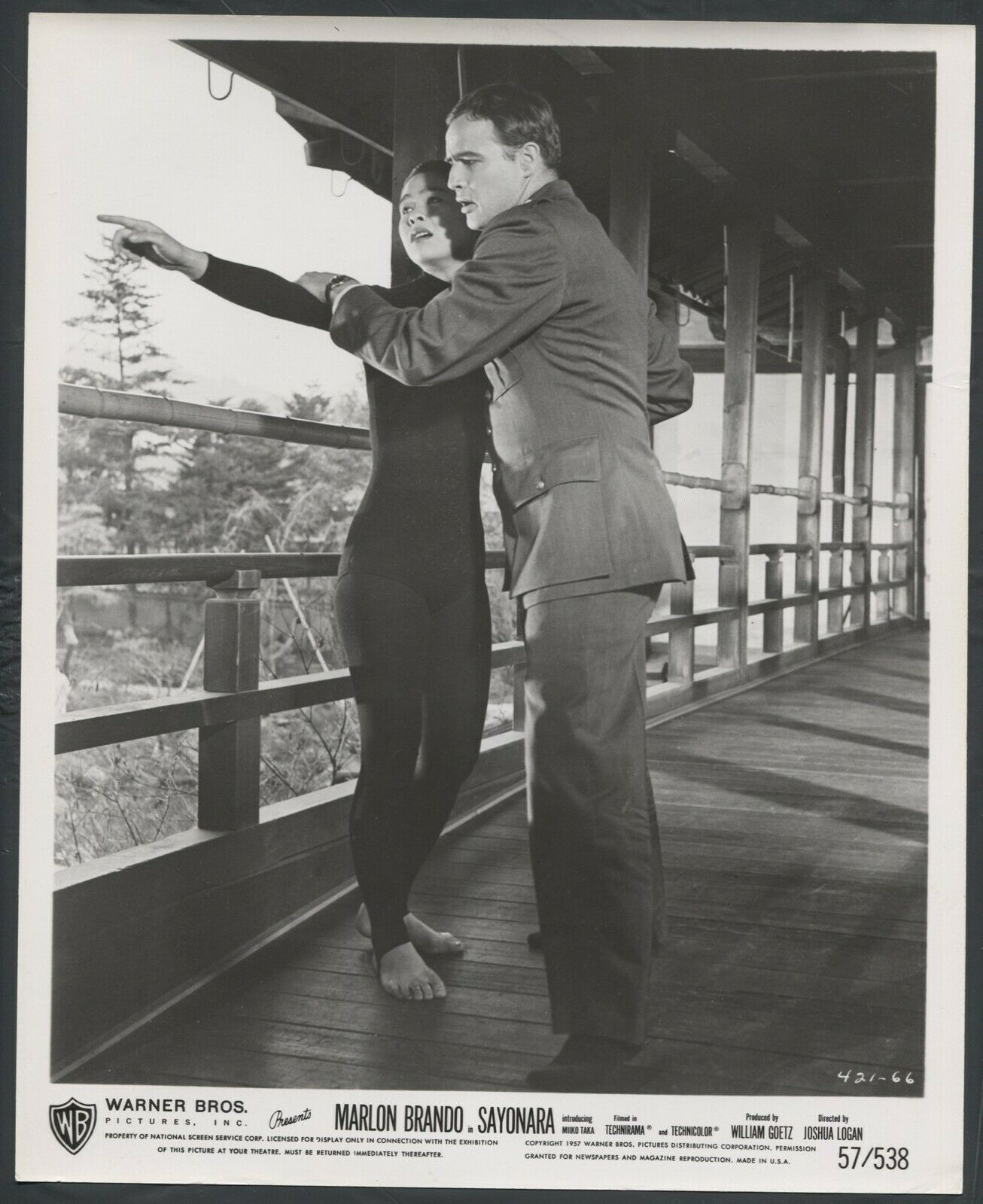
Marlon Brando y Miiko Taka en la película Sayonara de 1957

Después de que Audrey Hepburn rechazara el papel de Hana-ogi, el director Joshua Logan decidió buscar a una desconocida para interpretar el papel. Taka, quién trabajaba en una agencia de viajes en Los Ángeles, fue descubierta por un buscador de talentos en un festival Nisei. Aunque no tenía experiencia previa en la actuación, Variety dio críticas positivas en una reseña de la película. Warner Bros. decidió darle un contrato tras haber actuado en Sayonara.

## Carrera
Tras haber interpretado a Hana-ogi en Sayonara, empezó a trabajar con James Garner, Bob Hope, Cary Grant, Glenn Ford y Toshirō Mifune (con quién trabajó en la miniserie de 1980, Shõgun).  Taka también se destacó principalmente por trabajar como intérprete de Mifune y Akira Kurosawa mientras visitaban Hollywood

## Vida personal
Taka se casó con Dale Ishimoto en Baltimore en 1944, tuvieron dos hijos, incluyendo Greg Shikata, quién trabajó en la industria cinematográfica. La pareja se divorció en 1958.
Taka se casó con el director de noticias de Los Ángeles TV, Lennie Blondheim en 1963. Residía en Las Vegas, Nevada.
La muerte de Taka, a los 97 años, fue confirmada por su nieto el 4 de enero de 2023.

## Filmografía

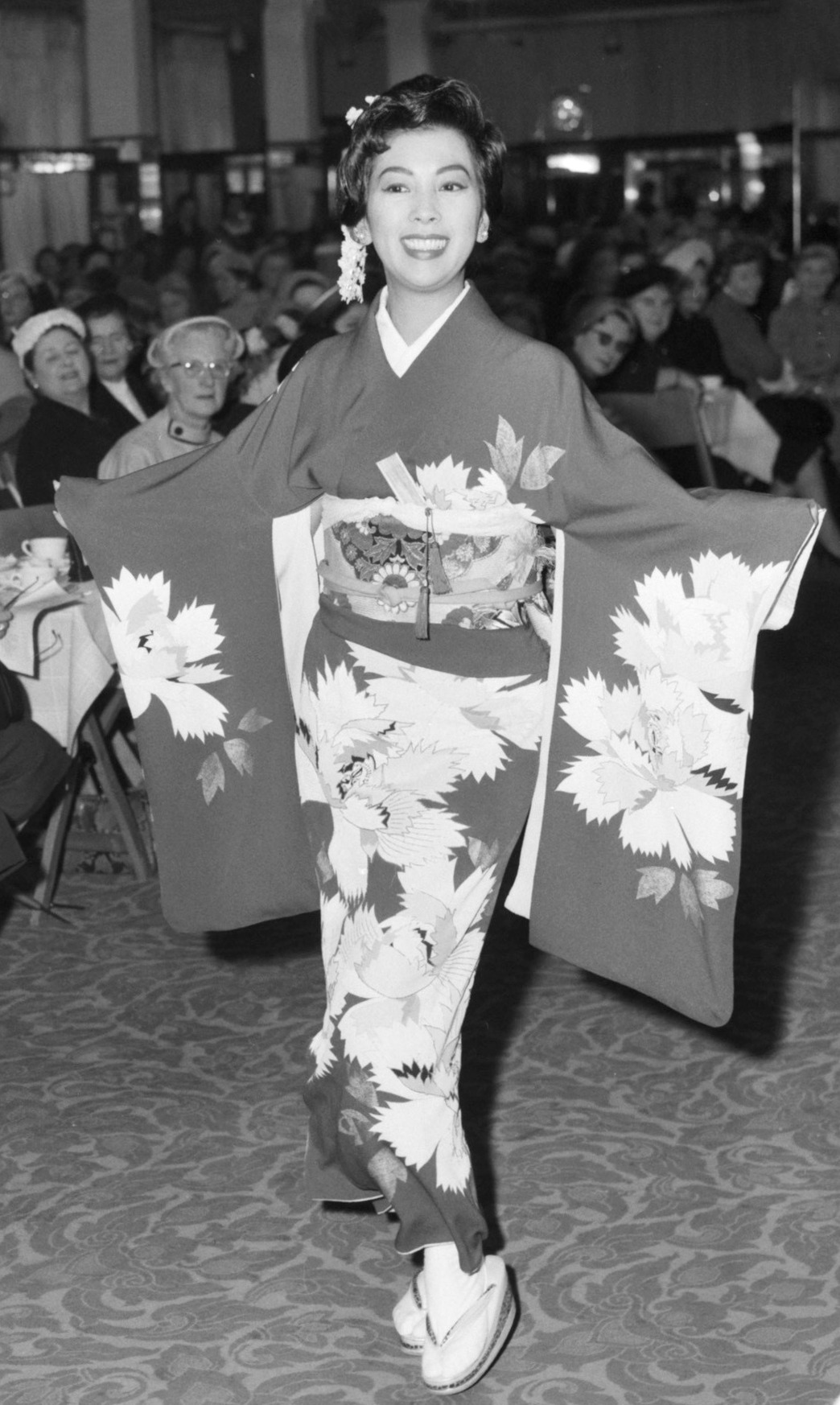
Miiko Taka en 1958

| Año  | Título                      | Personaje       | Observaciones |
| ---- | --------------------------- | --------------- | ------------- |
| 1957 | Sayonara                    | Hana-ogi        |               |
| 1958 | Panda and the Magic Serpent | Fish Spirit     |               |
| 1960 | Hell to Eternity            | Ester           |               |
| 1961 | Cry for Happy               | Chiyoko         |               |
| 1961 | Operation Bottleneck        | Ari             |               |
| 1963 | A Global Affair             | Fumiko          |               |
| 1965 | The Art of Love             | Chou Chou       |               |
| 1966 | Walk Don't Run              | Aiko Kurawa     |               |
| 1966 | Sexy sa Labanan             |                 |               |
| 1968 | The Power                   | Mrs. Van Zandt  |               |
| 1973 | Lost Horizon                | Nurse           |               |
| 1975 | Paper Tiger                 | Madame Kagoyama |               |
| 1976 | Mister Yoso                 |                 |               |
| 1976 | Midway                      |                 |               |
| 1978 | The Big Fix                 | Saleswoman      |               |
| 1982 | The Challenge               | Yoshida's wife  |               |